# Ommatius curvimargo
Ommatius curvimargo är en tvåvingeart som först beskrevs av Mario Bezzi 1928.  Ommatius curvimargo ingår i släktet Ommatius och familjen rovflugor.
Artens utbredningsområde är Fiji. Inga underarter finns listade i Catalogue of Life.